# تكامل بالتجزئة
في التفاضل والتكامل -وبشكل عام في التحليل الرياضي، التكامل بالتجزئة أو التكامل بالأجزاء (بالإنجليزية: Integration by parts) هو إحدى القواعد التي تحول تكامل جداء دوال متعددة إلى تكامل آخر أكثر بساطة وسهولة. تنشأ القاعدة من قاعدة الجداء للاشتقاق.
لنفترض أن {\displaystyle f} و {\displaystyle g} دالتان متصلتان قابلتان للاشتقاق، وحسب قاعدة التكامل بالتجزئة فإن:
{\displaystyle \int _{a}^{b}f(x)g'(x)\,dx={\Bigl [}f(x)g(x){\Bigr ]}_{a}^{b}-\int _{a}^{b}g(x)f'(x)\,dx}
وإذا افترضنا أن {\displaystyle u} تساوي {\displaystyle f(x)} و {\displaystyle v} تساوي {\displaystyle g(x)} فإنه يمكن كتابة القاعدة على النحو:
{\displaystyle \int u\,dv=uv-\int v\,du}

## استخدام التكامل بالتجزئة

### المثال الأول
{\displaystyle \int x\cos(x)\,dx}
ليكن {\displaystyle u=x} و {\displaystyle dv=\cos(x)dx}
إذا {\displaystyle du=dx} و {\displaystyle v=\sin(x)}
ونحصل على ما يلي :
{\displaystyle \int x\cos(x)\,dx=x\sin(x)-\int \sin(x)\,dx=x\sin(x)-(-\cos(x))==x\sin(x)+\cos(x)+C}